# Georgina Bardach

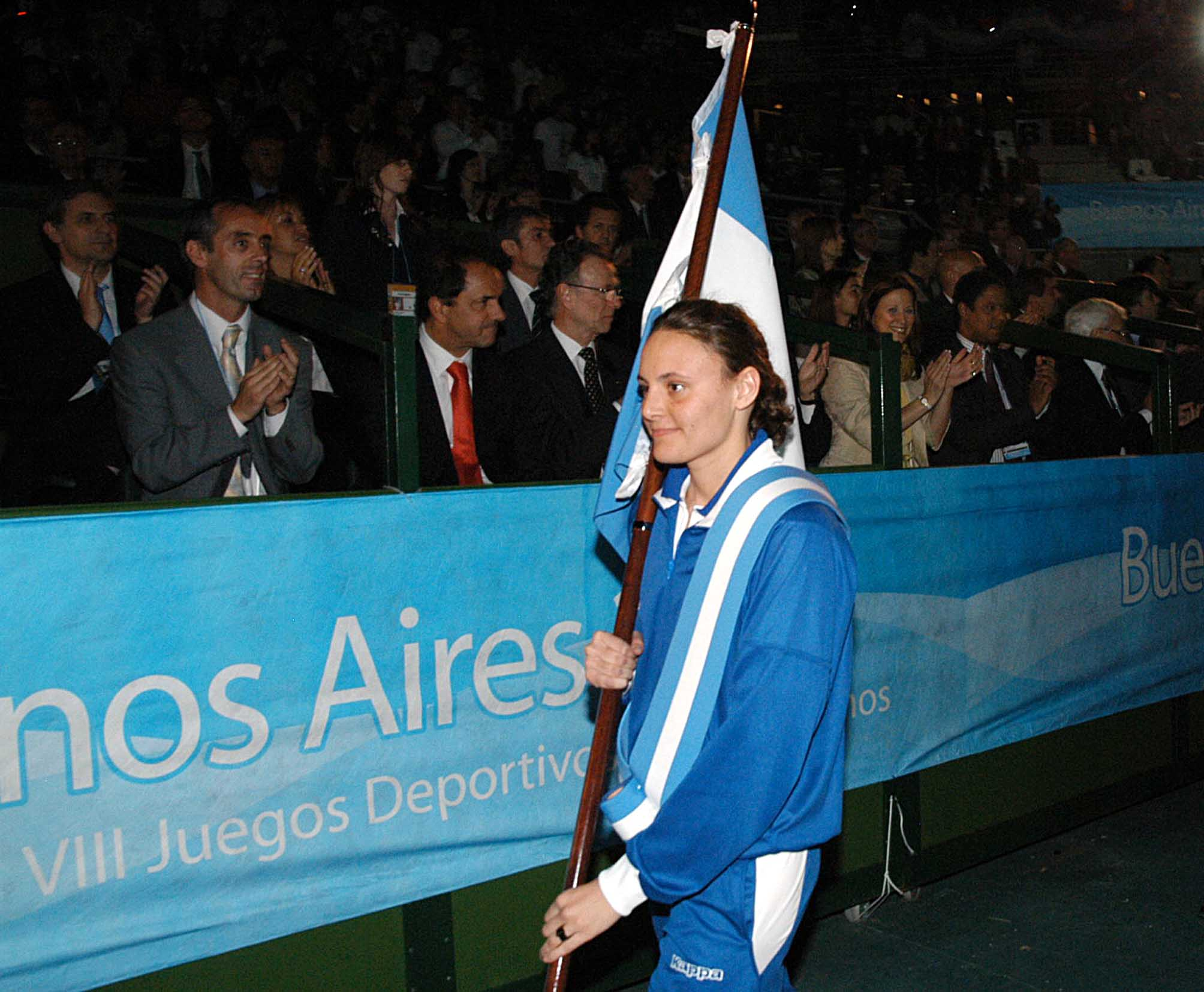
Georgina Bardach bei den Südamerikaspielen 2006

Georgina Bardach (* 18. August 1983 in Córdoba, Provinz Córdoba, Argentinien) ist eine ehemalige argentinische Schwimmerin.
Bardach ist eine Lagen-Schwimmerin, die auch auf der 200 m-Delfinstrecke bei den Spezialistinnen startet. Bei den Kurzbahnweltmeisterschaften 2002 machte sie mit dem Bronzeplatz über 400 m Lagen auf sich aufmerksam. Bei den Schwimmweltmeisterschaften 2003 in Barcelona wurde sie Siebte über 400 m Lagen. Bei den Olympischen Spielen 2004 in Athen erreichte sie erneut das Finale über 400 m Lagen und gewann die Bronzemedaille. 2008 in Peking und 2012 in London nahm sie erneut an den Olympischen Spielen teil. Anschließend beendete sie ihre aktive Karriere.
Im Jahr 2010 wurde sie mit dem Premio Konex in Platin als beste argentinische Schwimmerin des Jahrzehnts ausgezeichnet.